# Württembergische Landesbühne Esslingen

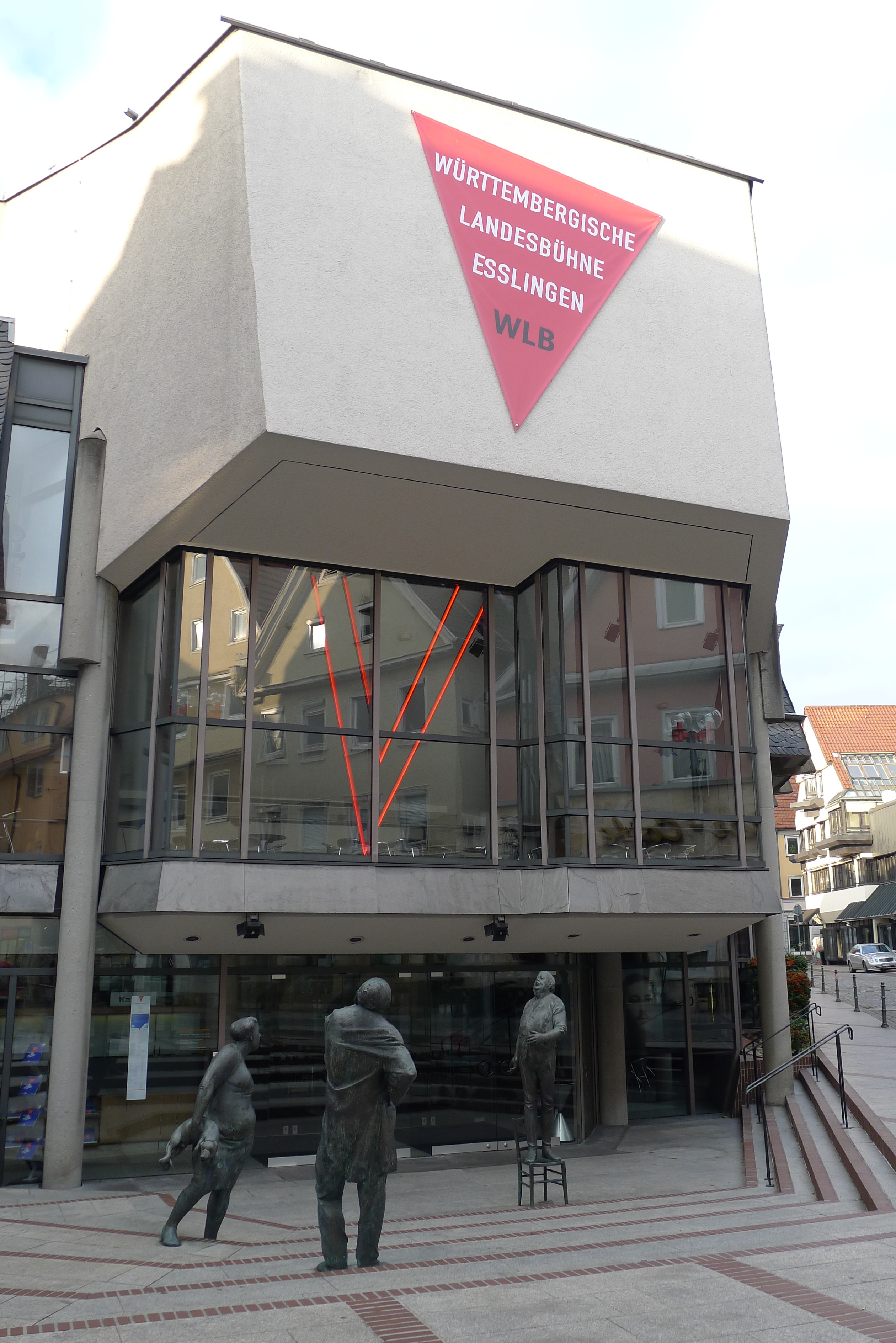
Ansicht des Schauspielhauses der Württembergischen Landesbühne Esslingen

Die Württembergische Landesbühne Esslingen (WLB Esslingen) in Esslingen am Neckar ist ein Theater mit einer langen Tradition. Als Landesbühne ist die WLB verpflichtet, etwa die Hälfte ihrer Vorstellungen außerhalb des Stammsitzes zu spielen.

## Geschichte

### Vorgeschichte
Peter Florenz Ilgner, der bereits in mehreren anderen deutschen Städten wie Würzburg und Köln Theater praktizierte, wollte 1772 in Esslingen ein Theater bauen und wurde brüsk abgewiesen. 1781 wurde die Prinzipalin Hochkirchin aus einer Schauspielergesellschaft aus Nördlingen unfreundlich abgewiesen, als sie ein „Theater erbauen“ wollte.
Als mit dem Ende der Zeit der Reichsstadt das in starren Zünften organisierte Gemeinwesen verschwunden war, konnte sich so etwas wie ein bürgerlicher Geist entwickeln. 1804 wurde in Esslingen am Ottilienplatz in der ehemaligen Aegidienkapelle die erste feste Bühne eingerichtet, auf der wohl zunächst nur einfache Stücke gespielt wurden. Sie hatte noch kein festes Ensemble.
1863 wurde die Theaterbau-Gesellschaft gegründet. Bereits am 3. Januar 1864 kam es zur Eröffnung der neuen Spielstätte, einer umgebauten Zehntscheuer, in der Strohstraße. Sie bot 644 Zuschauern Platz. Durch Renovierungen und bühnentechnische Verbesserungen konnte das Gebäude mehr als 100 Jahre lang Esslingens Stadttheater bleiben.
Von 1900 bis 1925 war Mathilde Erfurth Theaterdirektorin in Esslingen. Sie trat mit ihrem Ensemble die Nachfolge des Königlichen Hoftheaters Stuttgart an, das zuvor regelmäßig in Esslingen gastierte. Während des Ersten Weltkriegs wurde das Esslingen Theater vorübergehend geschlossen, nahm aber 1918 den Spielbetrieb wieder auf. Die jährlichen Spielzeiten dauerten zwischen sechs und zehn Wochen. Das Programm beinhaltete Opern, Operetten und Schauspiele. Da die Einkünfte in Esslingen nicht ausreichten, musste die Gage der Schauspieler mit Engagements im gesamten süddeutschen Raum aufgebessert werden. Teilweise organisierte Mathilde Erfurth sogar Benefizveranstaltungen für einzelne Schauspieler/Schauspielerinnen.

### Von der Schwäbischen Volksbühne zur Württembergischen Landesbühne
Nach dem Ersten Weltkrieg wurde 1919 als Abteilung des „Vereins zur Förderung der Volksbildung e. V. Stuttgart“, finanziert zu gleichen Teilen von Robert Bosch (persönlich) und dem Land Württemberg, die Schwäbische Volksbühne gegründet. Als Eröffnungsvorstellung der neuen Wanderbühne unter der künstlerischen Leitung von Ernst Martin wurde am 20. September 1919 in Göppingen Friedrich Schillers Kabale und Liebe gegeben. 1921 wurde sie in Württembergische Volksbühne umbenannt, zu diesem Zeitpunkt hatte sie immer noch keinen festen Sitz. Die Volksbühne brachte die breite Bevölkerung, auch und besonders in der theaterfreien Provinz, in den Genuss von zeitgenössischer Dramatik und Klassikeraufführungen. 1921 wurde „zur Steigerung des theatralischen Effekts und zur Förderung jenes zuschauenden Affekts“ als Bühnendekoration ein Kerker angeschafft. Weitere Dekorationen waren unter anderem auch fünf Felsen, eine Schneelandschaft und mehrere Zimmereinrichtungen.
Ensemblemitglieder waren zeitweise u. a. Attila Hörbiger, Gustav Fröhlich, Hilde Körber und Gerhard Storz, ebenso Hilde Jary, spätere Ehefrau von Hans Detlef Sierck, der sich nach seiner Emigration 1937 in den USA Douglas Sirk nannte, und Meta Wolff und Joachim Gottschalk, die sich 1941 das Leben nahmen.
Das Esslinger Stadttheater stand 1925 vor dem wirtschaftlichen Aus. Obwohl Mathilde Erfurth mit ihrer Truppe künstlerisch durchaus erfolgreich war, wurde ihr Vertrag per Gemeinderatsbeschluss nicht über das Jahr 1925 hinaus verlängert, das Theater wurde geschlossen. Im Juli 1926 wurde beschlossen, das Theater der im Februar neugegründeten Volksbühnengemeinde Esslingen e. V., die schnell auf über 1000 Mitglieder anwuchs, eigenverantwortlich zu überlassen. Die Volksbühnengemeinde Esslingen verpflichtete ihrerseits nun die Württembergische Volksbühne für mindestens 48 Vorstellungen ab der Spielzeit 1926/27. Die Eröffnung des neuerlich renovierten Stadttheaters war am 6. November 1926 mit Friedrich Schillers Kabale und Liebe. Bereits im März und April dieses Jahres hatte die Württembergische Volksbühne mit überwältigendem Erfolg erstmals in Esslingen gastiert.
In der Folge wurde das Stadttheater Esslingen zum Hauptspielort und Stammsitz der Württembergischen Volksbühne. Dennoch blieb der Charakter einer Wanderbühne gewahrt. Für die Spielzeit 1928/29 verzeichnete die Württembergische Volksbühne 360 Vorstellungen, davon 65 in Esslingen selbst, von 20 Stücken in 42 Städten. Der Einzugsbereich reichte bis nach Vorarlberg.
Im Zuge der „Gleichschaltung“ unter dem NS-Regime wurde 1933 die Württembergische Volksbühne aufgelöst und als Württembergische Landesbühne neu gegründet. Im September 1944 wurde der Betrieb kriegsbedingt eingestellt. 1945 war die Württembergische Landesbühne das erste Theater Deutschlands, das erneut eine Konzession für den Theaterbetrieb erhielt, weiterhin unter der Intendanz des anthroposophisch geprägten Gottfried Haaß-Berkow.
1953 wurde Wilhelm List-Diehl Intendant, ihm folgten 1963 Joachim von Groeling und 1970 Elert Bode.
Von 1976 bis 1985 war Achim Thorwald Intendant. Er gründete als eines der ersten Theater in Deutschland 1981 eine eigene Sparte für das Kinder- und Jugendtheater, die Junge WLB (Leitung: Susanna Kartusch; Hausregisseur: Mauro Guindani); zeitweilig war Paul Maar Hausautor.
1977 entschlossen sich die Stadt und das Land zu einem Neubau des Theatergebäudes. 1979 wurde das alte Gebäude abgerissen, die WLB fand in der Berkheimer Osterfeldhalle ein Ausweichquartier. Das neue Schauspielhaus wurde im Sommer 1982 eingeweiht (Architekt: Hans-Rolf Sommer). Neben dem großen Saal mit 461 Sitzplätzen werden noch das Podium I und II für kleinere Produktionen sowie für das Kinder- und Jugendtheater der Jungen WLB genutzt. Das Studio am Blarerplatz wird ebenfalls von der Jungen WLB bespielt.
Von 1985 bis 1989 war Friedrich Schirmer Intendant. Sein Konzept aus regional verwurzelten Stücken, Stückausgrabungen und 19 Uraufführungen in vier Jahren (u. a. von Fitzgerald Kusz, Otto Junggeburth, Manfred Meihöfer, Elke Heidenreich, Martin Schleker jun., Horst Brandstätter) sorgte für überregionale Aufmerksamkeit als Bühnenwunder am Neckar.
Auf Initiative von Friedrich Schirmer wurde 1988 auf dem Zollberg ein ehemaliges Schulgebäude aus den 1950er-Jahren für das Theater umfunktioniert (und 1990 eröffnet). Heute beherbergt es neben dem Theater am Zollberg, Spielstätte für besondere Veranstaltungen, Probenräume, Werkstätten, den Fuhrpark und Lagerräume.
Von 1989 bis 1993 leitete Jürgen Flügge das Theater. In vier Jahren gab es sechs Uraufführungen und neun deutsche Erstaufführungen.
Von 1993 bis 1998 war Heidemarie Rohweder Intendantin des Hauses, ihr Nachfolger war Peter Dolder. Bereits in seiner ersten Spielzeit war Peter Dolder mit Plänen des Landes konfrontiert, die WLB zu schließen. Es gelang ihm in einer überwältigenden bürgerschaftlichen Aktion im Verbund mit dem Oberbürgermeister Jürgen Zieger und den maßgeblichen Politikern aller Esslinger Gemeinderatsfraktionen, die kurzzeitig drohende Schließung der WLB abzuwenden. 2004 übernahm Manuel Soubeyrand die Intendanz. Im selben Jahr wurde Marco Süß Leiter der Jungen WLB, der Kinder- und Jugendtheater-Sparte, die, nachdem sie unter Jürgen Flügge zugunsten eines integrierten Modells aufgelöst worden war, mit eigenem Ensemble wiedergegründet wurde. Auf Soubeyrand folgte als Intendant ab der Saison 2014/2015 – erneut in diesem Amt – Friedrich Schirmer.

### Die WLB heute
Seit Beginn der Spielzeit 2019/20 teilten sich Schirmer und sein Chefdramaturg Marcus Grube die Intendanz und bildeten eine Doppelspitze.
Gespielt werden zeitgenössische Stücke und Klassiker, musikalische Produktionen und Stücke für Jugendliche und Kinder. Jedes Jahr wird ein Stück als Freilichtaufführung in der Esslinger Altstadt präsentiert, abwechselnd im Maille-Park vor der Inneren Brücke und auf dem Georg-Christian-von-Kessler-Platz neben der Stadtkirche St. Dionys.
Als Landesbühne bespielt die WLB nicht nur ihren Sitzort Esslingen, sondern ist mit Abstechern in ganz Baden-Württemberg und darüber hinaus auch in Bayern, Hessen, Nordrhein-Westfalen, der Schweiz und Liechtenstein unterwegs.
Mit etwa 20 Neuproduktionen pro Spielzeit zuzüglich einem bewährten Repertoire spielen die Ensembles der WLB jährlich über 750 Vorstellungen, die in den fünf Spielzeiten von 2014/2015 bis 2018/2019 insgesamt knapp 570.000 Zuschauer fanden. Dazu kommt ein umfangreiches theaterpädagogisches Angebot. In der Spielzeit 2018/2019 erreichte die WLB Esslingen mit insgesamt 113.221 Zuschauern in Esslingen und an den Abstecherorten ihr zweitbestes Ergebnis seit 30 Jahren. Hinzu kamen 7.977 Teilnehmer an den vielfältigen theaterpädagogischen Angeboten der Landesbühne.
Am 20. September 2019 feierte die WLB ihren 100. Geburtstag mit einer Neuproduktion von Friedrich Schillers Kabale und Liebe in Göppingen.
Zum Beginn der Spielzeit 2024/2025 übernimmt Marcus Grube die alleinige Intendanz.

## Intendanten
Ernst Martin (1919–1922)
Adolf Barth (1922–1924)
Herbert Maisch (1924–1926)
Hans Herbert Michels (1926–1932)
Otto Schwarz (März–Mai 1933)
Gottfried Haaß-Berkow (1933–1953)
Wilhelm List-Diehl (1953–1963)
Joachim von Groeling (1963–1970)
Elert Bode (1970–1976)
Achim Thorwald (1976–1985)
Friedrich Schirmer (1985–1989)
Jürgen Flügge (1989–1993)
Heidemarie Rohweder (1993–1998)
Peter Dolder (1998–2004)
Manuel Soubeyrand (2004–2014)
Friedrich Schirmer (2014–2019)
Friedrich Schirmer und Marcus Grube (2019–2024)
Marcus Grube (seit der Spielzeit 2024/2025)